# Es Castell
Es Castell är en kommun i Spanien. Den ligger i den autonoma regionen Balearerna i östra delen av landet. Antalet invånare är 7 772 (2024). Arean är 11,63 kvadratkilometer. Es Castell ligger på ön Menorca. Es Castell gränsar till Mahón och Sant Lluís. 